# Wegekreuz (Archignat)

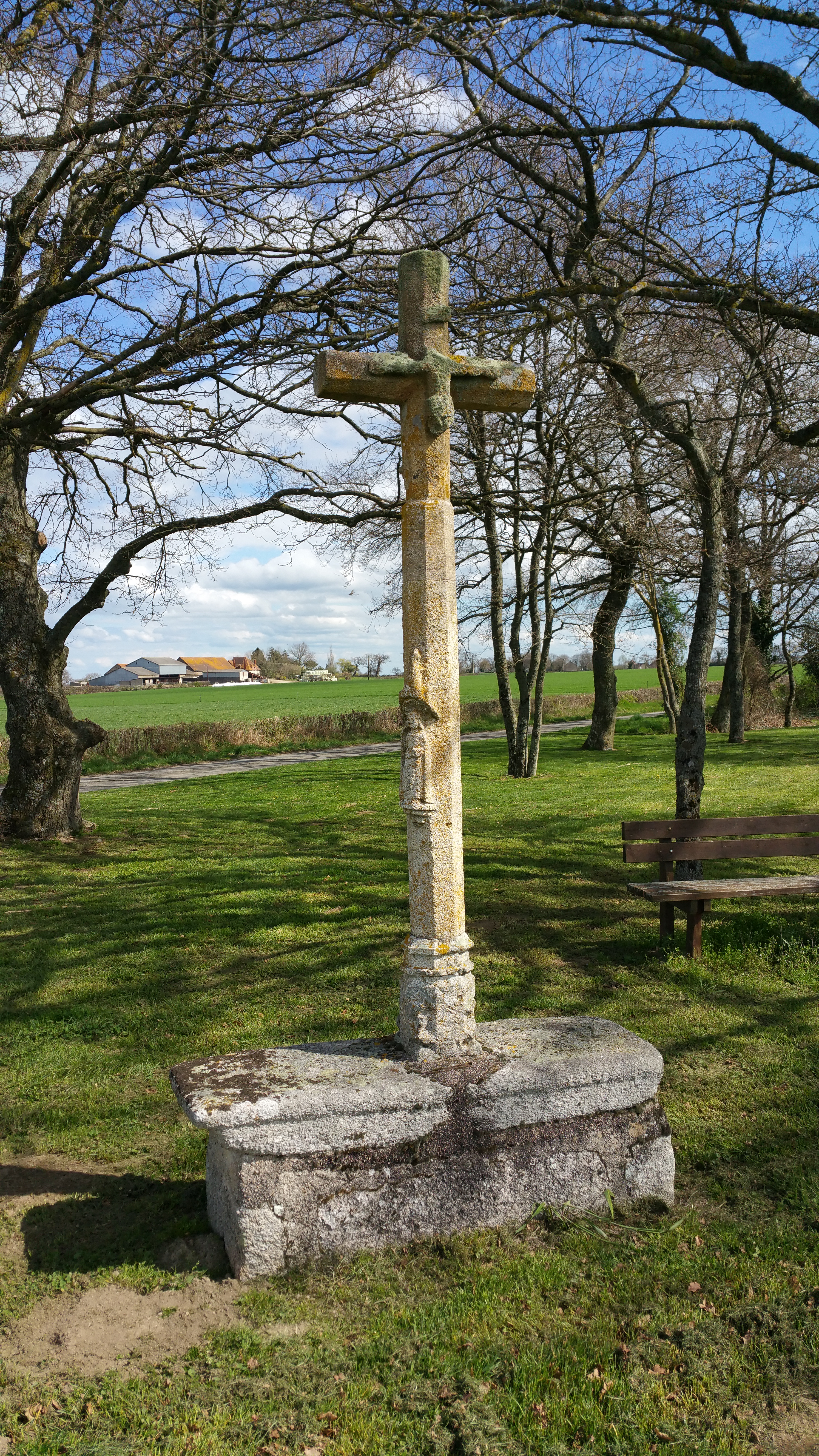
Wegekreuz in Archignat

Das Wegekreuz, auch nach dem in der Nähe liegenden Weiler Les Âges als Croix des Âges bezeichnet, in Archignat, einer französischen Gemeinde im Département Allier im Nordwesten der Region Auvergne-Rhône-Alpes, wurde Ende des 14. oder Anfang des 15. Jahrhunderts errichtet. Das Wegekreuz an der Route de Chambérat wurde im Jahr 1969 als Monument historique in die Liste der Baudenkmäler in Frankreich aufgenommen.
Das Kreuz aus Sandstein besitzt einen oktogonalen Schaft, an dem eine Figur auf einer Konsole steht. Die Skulptur des gekreuzigten Christus auf der einen Seite des Kreuzes ist nicht mehr vollständig erhalten. Auf der Rückseite ist die gekrönte Muttergottes mit Kind in ihren Armen dargestellt.